# Débélin
Débélin is een gemeente (commune) in de regio Sikasso in Mali. De gemeente telt 8300 inwoners (2009).
De gemeente bestaat uit de volgende plaatsen:
- Débélin
- Dialakoro
- Fiela
- Kodialan
- Kokouna
- Ouegnan
- Sounsounkoro
- Tiorola
- Zana